# 程和平
程和平（1962年12月15日—），男，安徽桐城人，中国细胞生物学和生物物理学家，北京大学教授。

## 生平
1984年毕业于北京大学力学系，1987年获北大生物工程专业硕士学位及生理学学士学位，1995年取得美国马里兰大学医学院博士学位。2013年当选中国科学院院士。

## 家庭
妻子是北京大学分子医学研究所所长肖瑞平教授。